# Draginac (Babušnica)
Pour les articles homonymes, voir Draginac.
Draginac (en serbe cyrillique : Драгинац) est un village de Serbie situé dans la municipalité de Babušnica, district de Pirot. Au recensement de 2011, il comptait 857 habitants.

## Démographie

### Évolution historique de la population
| 1948 | 1953 | 1961 | 1971 | 1981 | 1991 | 2002 | 2011 |
| ---- | ---- | ---- | ---- | ---- | ---- | ---- | ---- |
| 729  | 732  | 615  | 606  | 485  | 483  | 885  | 857  |

|  |